# Martigny-Combe
Martigny-Combe is een gemeente in Zwitserland. Hoewel het een eigen gemeente is, vormt het een onderdeel van de stad Martigny. Beide gemeenten grenzen aan elkaar en vormen een geheel. De Dranse stroomt eerst door Martigny-Combe en daarna door Martigny. Het deel van Martigny waar de helling meer stijgt is het deel van Martigny-Combe tegen de voet van de Col de la Forclaz op.
Een deel van Martigny-Combe is in 1900, toen het nog los van Martigny lag, afgesplitst om de gemeente Trient te vormen. Het dorp Trient ligt aan de andere kant van de Col de la Forclaz.
Bovernier · Fully · Isérables · Leytron · Martigny · Martigny-Combe · Riddes · Saillon · Saxon · Trient
- Historisch woordenboek van Zwitserland: 002733
- Virtual International Authority File: 238779700
- WorldCat: E39PBJth9RTtxKGP7FYXVcctrq